# Обстріли Ямпільської селищної громади
Обстріли Ямпільської селищної громади — серія обстрілів та авіаударів російськими військами території Ямпільської селищної громади Шосткинського району Сумської області в ході повномасштабного російського вторгнення в Україну.

## 2022

### 29 листопада
«Через ворожі обстріли прикордоння пошкоджені електролінії у чотирьох громадах області. Жителі цих населених пунктів нині залишилися без електропостачання», – повідомив голова Сумської ЦВА Дмитро Живицький. За його даними, у Ямпільській громаді без світла 2676 абонентів, Глухівській – 7, Краснопільській – 649, а в Білопільській – 64.

## 2024

### 15 квітня
По Ямпільській громаді росіяни завдали авіаудару. Близько 13.00 російські військові завдали удару по селу Воздвиженське Ямпільської громади.
Вибухом було знищено приміщення ферми, яке тривалий час не використовувалось, За словами старости села Оксани Горбачової, від вибуху постраждало до шістнадцяти житлових будинків.

### 16 квітня
По території громади нанесено авіаудар (КАБ). Внаслідок удару одна людина отримала поранення.

### 17 квітня
Близько двадцятої вечора російські військові скинули керовані авіаційні бомби на села Рождественське Ямпільської та Іващенкове Березівської громади на Сумщині.
Про це повідомили в оперативному командуванні “Північ”.

### 29 квітня
Сьогодні російські війська атакували одне із сіл Ямпільської громади. Вдарили двома КАБами по території села. Зруйновано місцеву школу. На щастя, обійшлося без постраждалих, повідомляє Сумська ОВА.

### 20 серпня
У ніч проти 20 серпня російські військові нанесли ракетний удар по селищу Ямпіль. Про це інформує оперативне командування “Північ”. Ракета влучила у приватний житловий будинок, постраждала садиба ямпільчанина Віктора Капсамуна. За словами  селищного голови Ямполя Ольги Губар, від вибуху ракети постраждали житлові будинки та установи селища: “У них вікна та пошкоджені двері. Розмір збитків встановлюється. Є зруйнований будинок і багато пошкоджень. Це і приватний сектор, багатоквартирні будинки і заклади комунальної власності".

### 27 серпня
росіяни здійснили пуск авіабомб КАБ (2 вибухи).

### 29 серпня
Ворог здійснив атаку FPV-дронами (4 вибухи).